# Младен Бојиновић
Младен Бојиновић (Бања Лука, 17. јануар 1977) је бивши српски рукометаш. Играо је на позицији централног бека.

## Клупска каријера
Рукомет је почео да тренира у бањалучком Борцу, одакле је 1994. прешао у Јагодину, са којом је освојио јуниорско првенство Србије и Југославије. Од 1995. до 1999. године је био играч Партизана. Са београдским „црно-белима” осваја Куп 1998. а наредне године и титулу првака СР Југославије, уз учешће у полуфиналу Купа победника купова.
Лета 1999. године постао је члан шпанског Адемар Леона, који је те сезоне играо у Лиги шампиона. Након годину дана у Леону прешао је у Бидасоу, са којом је те сезоне стигао до полуфинала ЕХФ купа. У сезони 2001/02. је био играч Барселоне. Са Барселоном је освојио Куп АСОБАЛ и стигао до финала ЕХФ купа, где су поражени од немачког Кила.
Године 2002. је прешао у француски Монпеље, са којим је у својој првој сезони освојио Лигу шампиона. За десет година колико је провео у француском Монпељеу освојио је 27 трофеја, а поред најзначајнијег и најјачег клупског рукометног такмичења – ЕХФ Лиге шампиона, девет пута био је шампион Француске, седам пута победник Купа Француске, осам пута је тријумфовао у Лига купу, а два пута био је победник француског трофеја шампиона.
Од 2012. до 2015. је био играч Париз Сен Жермена и списку освојених трофеја је додао још две титуле првака Француске и два Купа. У септембру 2015. се након 21 године вратио у бањалучки Борац. Провео је у Борцу непуна два месеца, након чега је прешао у француски Требмле. Док је играо за овај клуб постао је најбољи стрелац у историји првенства Француске. Завршио је играчку каријеру 2017. године.

## Репрезентација
Прво велико такмичење у дресу сениорске репрезентације СР Југославије је играо код селектора Бранислава Покрајца  на Светском првенству 2001. у Француској, када је освојена бронзана медаља. Играо је и код селектора Зорана Живковића на Европском првенству 2002. у Шведској када је национални тим заузео 10. место. Био је затим и члан репрезентације на Светском првенству 2003. у Португалу, код селектора Зорана Куртеша, када је национални тим заузео 8. место. Након тога није био на списку селектора Веселина Вујовића за ЕП 2004, СП 2005 и ЕП 2006.
Након Вујовићевог одласка и доласка новог селектора Јовице Цветковића, Бојиновић је поново заиграо за репрезентацију. Под Цветковићевим вођством је играо са репрезентацијом Србије на Светском првенству 2009. у Хрватској, када је национални тим заузео 8. место. Играо је и код селектора Веселина Вуковића на Светском првенству 2011. у Шведској, када је као капитен предводио селекцију Србије која је заузела 10. место.

## Успеси
Партизан
- Првенство СР Југославије (1): 1998/99.
- Куп СР Југославије (1): 1997/98.

Барселона
- Куп АСОБАЛ (1): 2001/02.

Монпеље
- Лига шампиона (1): 2002/03.
- Првенство Француске (9): 2002/03, 2003/04, 2004/05, 2005/06, 2007/08, 2008/09, 2009/10, 2010/11, 2011/12.
- Куп Француске (7): 2002/03, 2004/05, 2005/06, 2007/08, 2008/09, 2009/10, 2011/12.
- Лига куп Француске (8): 2003/04, 2004/05, 2005/06, 2006/07, 2007/08, 2009/10, 2010/11, 2011/12.

Париз Сен Жермен
- Првенство Француске (2): 2012/13, 2014/15.
- Куп Француске (2): 2013/14, 2014/15.